# Feral Interactive
Feral Interactive je společnost zabývající se vydáváním počítačových her pro operační systémy Mac OS X a Linux.
Společnost sídlící v Londýně byla založena v roce 1996 s cílem portovat a vydávat exkluzivně hry pro systém Mac OS.
Feral Interactive spolupracuje s předními vydavateli počítačových her, jako jsou například Square Enix, 2K Games, SEGA, Warner Bros. Interactive Entertainment a Codemasters.
Portované hry nabízí prostřednictvím internetu skrze služby Steam, Mac App Store a vlastní Feral Store.
Od června 2014 nabízí hry i pro operační systém Linux.

## Hry

### Mac OS X
1. Alien: Isolation
2. Batman: Arkham Asylum
3. Batman: Arkham City - Game of the Year Edition
4. Batman: Arkham Knight
5. Battle-girl
6. Battlestations: Midway
7. Battlestations: Pacific
8. Bionicle
9. BioShock 2
10. BioShock
11. Black & White Platinum Pack
12. Black & White 2
13. Black & White: Creature Isle
14. Borderlands: Game of the Year Edition
15. Brothers in Arms: Double Time
16. Castle of Illusion Starring Mickey Mouse
17. Championship Manager 3
18. Championship Manager 4
19. Championship Manager 00/01
20. Championship Manager 01/02
21. Championship Manager 03/04
22. Championship Manager 99/00
23. Chessmaster 9000
24. Colin McRae Rally Mac
25. Commandos 2
26. Commandos 3
27. Company of Heroes 2
28. Deus Ex: Human Revolution - Director's Cut
29. Deus Ex: Human Revolution - Ultimate Edition
30. DiRT 2
31. DiRT 3 Complete Edition
32. Empire: Total War - Gold Edition
33. Empire: Total War Collection
34. Enemy Engaged
35. F1 2012
36. F1 2013
37. F1 Championship Season 2000
38. Fable: The Lost Chapters
39. Ford Racing 2
40. Ghost Master
41. GRID 2 Reloaded Edition
42. GRID Autosport
43. Hitman: Absolution - Elite Edition
44. Imperial Glory
45. LEGO Batman 2: DC Super Heroes
46. LEGO Batman 3: Beyond Gotham
47. LEGO Batman
48. LEGO Harry Potter: Years 1-4
49. LEGO Harry Potter: Years 5-7
50. LEGO Indiana Jones 2: The Adventure Continues
51. LEGO Indiana Jones: The Original Adventures
52. Lego Jurassic World
53. LEGO Marvel Super Heroes
54. LEGO Star Wars: The Complete Saga
55. LEGO Star Wars II: The Original Trilogy
56. LEGO Star Wars III: The Clone Wars
57. LEGO The Hobbit
58. LEGO The Lord of the Rings
59. Mafia II: Director's Cut
60. Max Payne
61. Medieval II: Total War
62. Middle-earth: Shadow of Mordor
63. Mini Ninjas
64. Napoleon: Total War - Gold Edition
65. Oni
66. Puzzler World
67. Race Driver 3
68. GRID
69. Racing Days R
70. Rayman 3: Hoodlum Havoc
71. Rayman Origins
72. Republic: The Revolution
73. Rome: Total War - Alexander
74. Rome: Total War - Gold Edition
75. Screen Studio
76. SEGA Superstars Tennis
77. Sheep
78. Sid Meier's Pirates!
79. Sid Meier's Railroads!
80. Sleeping Dogs: Definitive Edition
81. Sonic & Sega All Stars Racing
82. The LEGO Movie Videogame
83. The Lord of the Rings: War in the North
84. Sim Theme Park / World
85. The Movies: Stunts and Effects
86. The Movies: Superstar Edition
87. Tomb Raider
88. Tomb Raider: Anniversary
89. Tomb Raider: Underworld
90. Total Immersion Racing
91. Total War: SHOGUN 2 - Fall of the Samurai Collection
92. Total War: SHOGUN 2 Collection
93. Tropico 3: Gold Edition
94. Tropico 4: Gold Edition
95. Tropico
96. Warrior Kings
97. Who Wants to Be a Millionaire
98. Worms 3D
99. Worms Blast
100. XCOM: Enemy Unknown - Elite Edition
101. XCOM: Enemy Unknown - The Complete Edition
102. XCOM 2
103. XIII
104. Zoombinis Island Odyssey

### Linux
1. Alien: Isolation
2. Company of Heroes 2
3. Empire: Total War Collection
4. F1 2015
5. GRID Autosport
6. Medieval II: Total War
7. Middle-earth: Shadow of Mordor
8. Tomb Raider
9. XCOM: Enemy Unknown - The Complete Edition
10. XCOM 2
11. Rise of the Tomb Raider
12. DiRT Rally
13. DiRT 4
14. Mad Max